# Titularbistum Tagaria
Tagaria ist ein Titularbistum der römisch-katholischen Kirche. 
Es geht zurück auf einen antiken Bischofssitz in der gleichnamigen Stadt, die sich in der römischen Provinz Byzacena bzw. Africa proconsularis in der Sahelregion von Tunesien befand.
| Titularbischöfe von Tagaria |                                                 |                                                                                 |                   |                    |
| Nr.                         | Name                                            | Amt                                                                             | von               | bis                |
| 1                           | Alberto Cosme do Amaral                         | Weihbischof in Porto (Portugal)                                                 | 8. Juli 1964      | 1. Juli 1972       |
| 2                           | Paul Bertrand                                   | Weihbischof in Lyon-Vienne (Frankreich)                                         | 12. Juni 1975     | 14. September 1989 |
| 3                           | Jan Graubner                                    | Weihbischof in Olmütz (Tschechoslowakei)                                        | 17. März 1990     | 28. September 1992 |
| 4                           | Luigi Sposito                                   | Sekretär der Präfektur für die ökonomischen Angelegenheiten des Heiligen Stuhls | 18. Dezember 1992 | 28. Februar 1998   |
| 5                           | Víctor Manuel Pérez Rojas                       | Weihbischof in Calabozo (Venezuela)                                             | 9. Mai 1998       | 7. November 2001   |
| 6                           | José Benedito Simão                             | Weihbischof in São Paulo (Brasilien)                                            | 28. November 2001 | 24. Juni 2009      |
| 7                           | Novatus Rugambwa Titularerzbischof pro hac vice | Apostolischer Nuntius                                                           | 6. Februar 2010   |                    |